# Distrikt Pallpata
Der Distrikt Pallpata liegt in der Provinz Espinar in der Region Cusco in Südzentral-Peru. Der Distrikt wurde am 17. November 1917 gegründet. Er besitzt eine Fläche von 817 km². Beim Zensus 2017 wurden 5163 Einwohner gezählt. Im Jahr 1993 lag die Einwohnerzahl bei 5263, im Jahr 2007 bei 5270. Sitz der Distriktverwaltung ist die auf einer Höhe von 3980 m gelegene Kleinstadt Héctor Tejada mit 2667 Einwohnern (Stand 2017). Héctor Tejada liegt 24 km ostsüdöstlich der Provinzhauptstadt Yauri. 

## Geographische Lage
Der Distrikt Pallpata liegt im Andenhochland im Osten der Provinz Espinar. Der Distrikt besitzt eine Längsausdehnung in Nord-Süd-Richtung von knapp 50 km sowie eine maximale Breite von knapp 35 km. Im Osten erstreckt sich ein Gebirgszug in Nord-Süd-Richtung. Das Areal wird über den Río Salado nach Nordwesten entwässert. Im äußersten Süden des Distrikts liegt der Bergsee Laguna Sutunta.
Der Distrikt Pallpata grenzt im äußersten Süden an den Distrikt Condoroma, im Südwesten an den Distrikt Ocoruro, im Westen an den Distrikt Espinar, im Nordwesten an den Distrikt Alto Pichigua, im Osten an die Distrikte Macari, Cupi und Llalli (alle drei in der Provinz Melgar) sowie im äußersten Südosten an den Distrikt Ocuviri (Provinz Lampa).